# Charadrius melodus
Charadrius melodus е вид птица от семейство Charadriidae. Видът е световно застрашен, със статут Уязвим.

## Разпространение
Видът е разпространен в Американските Вирджински острови, Бахамските острови, Барбадос, Бермудските острови, Британските Вирджински острови, Гваделупа, Доминиканската република, Канада, Куба, Мартиника, Мексико, Никарагуа, Пуерто Рико, Сейнт Китс и Невис, Сен Пиер и Микелон, САЩ, Търкс и Кайкос, Хаити и Ямайка.